# Cuphea empetrifolia
Cuphea empetrifolia là một loài thực vật có hoa trong họ Lythraceae. Loài này được Rose mô tả khoa học đầu tiên năm 1897.